# 大阪ガス硬式野球部
大阪ガス硬式野球部（おおさかガスこうしきやきゅうぶ）は、大阪府大阪市に本拠地を置き、日本野球連盟に加盟する社会人野球の企業チームである。合宿所・練習グラウンドは、兵庫県西宮市に所在する。
運営母体は、主に京阪神をエリアとする一般ガス事業者の大阪ガス。

## 概要
1939年に創部するが、大きな戦績を残すことなく1958年シーズン終了後に休部する。1977年2月に、19年ぶりに活動を再開した。
1986年に都市対抗野球に、1988年に日本選手権にそれぞれ初出場を果たした。
その後は、即戦力を中心に積極的なチーム編成を行い、1991年には日本選手権で、2000年には都市対抗野球でそれぞれ準優勝するなど、強豪の仲間入りを果たした。
2003年の日本選手権では、決勝で日産自動車に延長11回サヨナラ負けを喫し準優勝に終わる。翌2004年の日本選手権では、決勝でJFE西日本と対戦し大会史上最長となる延長15回までもつれ込む接戦を落とし2年連続で準優勝に終わった。
2012年、選手らによる賭博行為が発覚し活動を自粛する（後述）。2013年3月より活動を再開し、同年は近畿地区第5代表として4年ぶりとなる都市対抗野球出場を果たした。
2018年の都市対抗野球で、大会初優勝を果たした。
翌2019年の社会人野球日本選手権で日本選手権初優勝を果たした。
2021年の社会人野球日本選手権では、史上3チーム目となる日本選手権2連覇を達成した。
2023年の社会人野球日本選手権では、2大会ぶり3回目の優勝を果たした。

## 設立・沿革
- 1939年 - 『大阪ガス』として創部。
- 1958年 - シーズン終了後より休部。
- 1978年 - 活動再開。
- 1986年 - 都市対抗野球に初出場（4強）。
- 1988年 - 日本選手権に初出場（8強）。
- 1991年 - 日本選手権で準優勝。
- 2000年 - 都市対抗野球で準優勝。
- 2003年 - 日本選手権で準優勝。
- 2004年 - 日本選手権で準優勝。
- 2012年 - 賭博行為の発覚によりシーズン後半の活動を自粛（後述）。
- 2013年 - 活動再開。
- 2018年 - 都市対抗野球で初優勝。
- 2019年 - 日本選手権で初優勝。
- 2021年 - 日本選手権で優勝。住友金属・トヨタ自動車に次いで史上3チーム目となる選手権連覇を達成。
- 2023年 - 日本選手権で2大会ぶり3回目の優勝。

## 主要大会の出場歴・最高成績
- 都市対抗野球大会：出場28回、優勝1回（2018年）、準優勝2回（2000、2015年）
- 社会人野球日本選手権大会：出場26回、優勝3回（2019年、2021年、2023年）、準優勝3回（1991年、2003年、2004年）
- JABA東北大会：優勝1回（2022年）
- JABA京都大会：優勝1回（2005年）
- JABA四国大会：優勝3回（1986年、1990年、1991年）
- JABA岡山大会：優勝1回（2018年）
- JABA九州大会：優勝1回（2004年）
- JABA高砂市長杯争奪大会：優勝3回（1986年、1990年、1991年）
- JABA長野県知事旗争奪野球大会：優勝2回（2001年、2004年）
- JABA徳山(スポニチ)大会：優勝3回（1994年、1996年、1998年）

## 主な出身プロ野球選手
- 木下文信（投手）- 1987年ドラフト6位で近鉄バファローズに入団
- 川越透（捕手）- 退団後、清水商店を経て、1987年ドラフト外で南海ホークスに入団
- 松谷竜二郎（投手） - 1988年ドラフト2位で読売ジャイアンツに入団
- 西岡洋（投手）- 1991年ドラフト2位でヤクルトスワローズに入団
- 成本年秀（投手）- 1992年ドラフト2位で千葉ロッテマリーンズに入団
- 川俣浩明（投手）- 1996年ドラフト3位で千葉ロッテマリーンズに入団
- 能見篤史（投手）- 2004年ドラフト自由獲得枠で阪神タイガースに入団　※プロ入り後の2012年に大阪ガスのCMに出演
- 小嶋達也（投手）- 2006年大学生・社会人ドラフト希望入団枠で阪神タイガースに入団
- 岩見優輝（投手） - 2010年ドラフト3位で広島東洋カープに入団
- 松永昂大（投手）- 2012年ドラフト1位で千葉ロッテマリーンズに入団
- 公文克彦（投手）- 2012年ドラフト4位で読売ジャイアンツに入団
- 岡田雅利（捕手）- 2013年ドラフト6位で埼玉西武ライオンズに入団
- 酒居知史（投手）- 2016年ドラフト2位で千葉ロッテマリーンズに入団
- 土肥星也（投手）- 2016年ドラフト4位で千葉ロッテマリーンズに入団
- 岸田行倫（捕手）- 2017年ドラフト2位で読売ジャイアンツに入団
- 近本光司[6]（外野手）- 2018年ドラフト1位で阪神タイガースに入団
- 小深田大翔（内野手）- 2019年ドラフト1位で東北楽天ゴールデンイーグルスに入団
- 末包昇大（外野手） - 2021年ドラフト6位で広島東洋カープに入団
- 河野佳（投手） - 2022年ドラフト5位で広島東洋カープに入団
- 児玉亮涼（内野手） - 2022年ドラフト6位で埼玉西武ライオンズに入団

## 元プロ野球選手の競技者登録
- 成本年秀（元：ヤクルトスワローズ、阪神タイガース、千葉ロッテマリーンズ） - 投手コーチ（2013年～2014年）→退団

## かつて在籍していた選手
- 西正文（内野手） - ソウルオリンピック日本代表、バルセロナオリンピック日本代表。
- 藤村雅美（内野手） - 退団後、育英高等学校野球部の監督を務めた。

## 不祥事
- 大阪ガス硬式野球部の現役部員28人とOB8人が、遅くとも2009年以降に、春の選抜高校野球大会や夏の甲子園大会などを対象とした賭博を行っていたことが明らかになった。同部はこれを受け、活動を当面自粛することにしており、大阪府警も賭博容疑で捜査を開始した[7][8]。日本野球連盟は2012年11月2日、報告のあった2012年8月31日から2013年2月28日までの6ヶ月間、対外試合禁止の処分を下した[9]。